# Quasipaa yei
Quasipaa yei és una espècie de granota que endèmica de la Xina on s'ha localitzat a de les Muntanyes Dabie que es troben a la frontera entre les províncies de Hubei, Henan i Anhui. La seva localitat tipus és el comtat de Shengcheng a Jiyuan, Henan. Els seus hàbitats naturals són rius temperats envoltats de boscs. Els perills per aquesta espècie són encara desconeguts, però és sabut que en els llocs on habita hi ha tala excessiva dels boscos.
La posició taxonòmica d'aquesta espècie ha anat variant. Originalment fou descrita com a Paa (Feirana) yei el 2002, i ha estat reubicada al gènere Feirana (si canvia de subgènere a gènere), Yerana i Nanorana, almanco, abans d'arribar al gènere Quasipaa. L'espècie és usada en la producció d'un medicament anomenat Rodopsina.